# ابوالخیرخان
ابوالخیرخان (قزاقی: Әбілқайыр хан, Äbilqayır xan)، (یکم ژانویه ۱۶۹۳ – ۱ ژانویه ۱۷۴۸) رهبر جوز کوچک (صدتایی کوچک) بود که در غرب قزاقستان امروزی واقع شده‌است. در زمان او جوز (یوز) کوچک در جنگ‌های سال ۱۷۲۳ تا ۱۷۳۴ علیه مغول‌های جونغار شرکت داشت. در آن زمان جونغارها یورش وسیعی را به مناطق قزاق‌نشین ترتیب داده بودند که به نام «فاجعه بزرگ» معروف است.
غازی‌های قزاق تحت رهبری ابوالخیرخان موفق شدند در سال ۱۷۲۶ در نبرد رودخانه بولانتی و همچنین در نبرد آنراکای در سال ۱۷۲۹ جونغارها را شکست دهند. ابوالخیرخان برای دریافت کمک از روس‌ها در سال ۱۷۳۱ با پادشاه روس ائتلاف کرد. او سپس کوشید تا سیطره و نفوذ روس‌ها را بر جوز کوچک محدود نمایند.